# نيل هربرت هاردي
نيل هربرت هاردي هو سياسي كندي، ولد في 1934 في خليج هدسون في كندا. حزبياً، نشط في حزب ساسكاتشوان المحافظ التقدمي. وقد انتخب عضو المجلس التشريعي من ساسكاتشوان.